# جوني توماس
جوني توماس (بالإنجليزية: Johnny Thomas)‏ (23 ديسمبر 1926 بليفربول في المملكة المتحدة - 5 فبراير 2006) هو لاعب كرة قدم بريطاني (وحمل سابقاً جنسية المملكة المتحدة لبريطانيا العظمى وأيرلندا) في مركز جناح ‏. لعب مع أكسفورد يونايتد وستوكبورت كونتي وسويندون تاون ونادي تشستر سيتي.